# Pterocomma anyangense
Pterocomma anyangense är en insektsart. Pterocomma anyangense ingår i släktet Pterocomma och familjen långrörsbladlöss. Inga underarter finns listade i Catalogue of Life.